# شعار محج قلعة
شعار محج قلعة - جنبا إلى جنب مع العلم هي من الرموز الرسمية لعاصمة داغستان، المعتمد في 15 ديسمبر سنة 2006 م.